# Braintree (circonscription britannique)
Pour les articles homonymes, voir Braintree.
Circonscription parlementaire de la Chambre des communes
La circonscription de Braintree est une circonscription électorale anglaise située dans l'Essex, et représentée à la Chambre des communes du Parlement britannique depuis 2015 par James Cleverly du Parti conservateur.

## Géographie
La circonscription comprend:
- Les villes de Braintree et Halstead

## Députés
Les Members of Parliament (MPs) de la circonscription sont:
| Législature               | Années        | Député         | Député         | Parti        |
| ------------------------- | ------------- | -------------- | -------------- | ------------ |
| Braintree issue de Maldon |               |                |                |              |
| 46e                       | 1974–1974     |                | Tony Newton    | Conservateur |
| 47e                       | 1974–1979     |                | Tony Newton    | Conservateur |
| 48e                       | 1979–1983     |                | Tony Newton    | Conservateur |
| 49e                       | 1983–1987     |                | Tony Newton    | Conservateur |
| 50e                       | 1987–1992     |                | Tony Newton    | Conservateur |
| 51e                       | 1992–1997     |                | Tony Newton    | Conservateur |
| 52e                       | 1997–2001     |                | Alan Hurst     | Travailliste |
| 53e                       | 2001–2005     |                | Alan Hurst     | Travailliste |
| 54e                       | 2005–2010     |                | Brooks Newmark | Conservateur |
| 55e                       | 2010–2015     |                | Brooks Newmark | Conservateur |
| 56e                       | 2015–2017     | James Cleverly |                | Conservateur |
| 57e                       | 2017–2019     | James Cleverly |                | Conservateur |
| 58e                       | 2019–2024     | James Cleverly |                | Conservateur |
| 59e                       | 2024–en cours | James Cleverly |                | Conservateur |

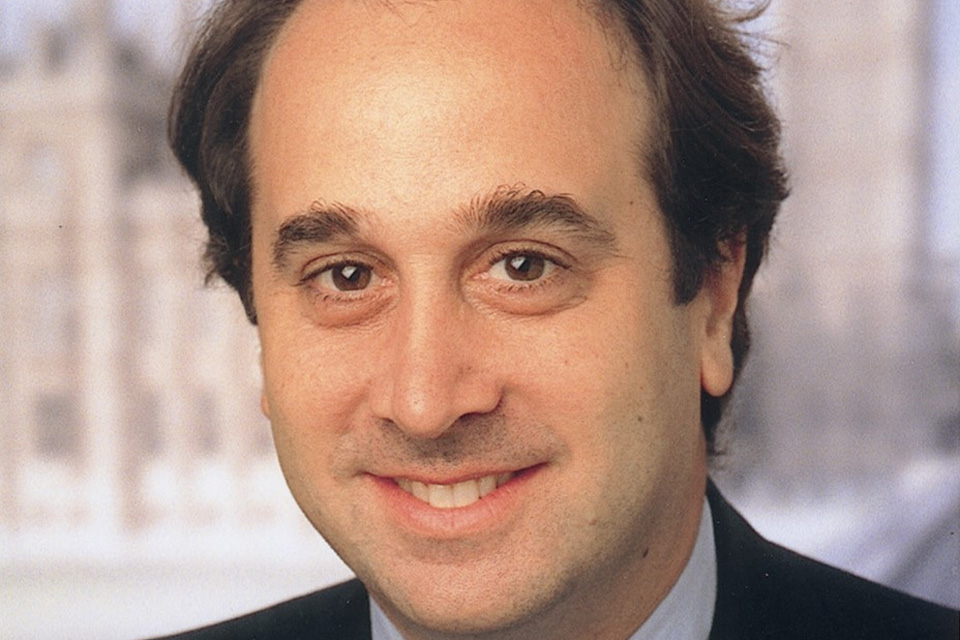
Brooks Newark (2005-2015)
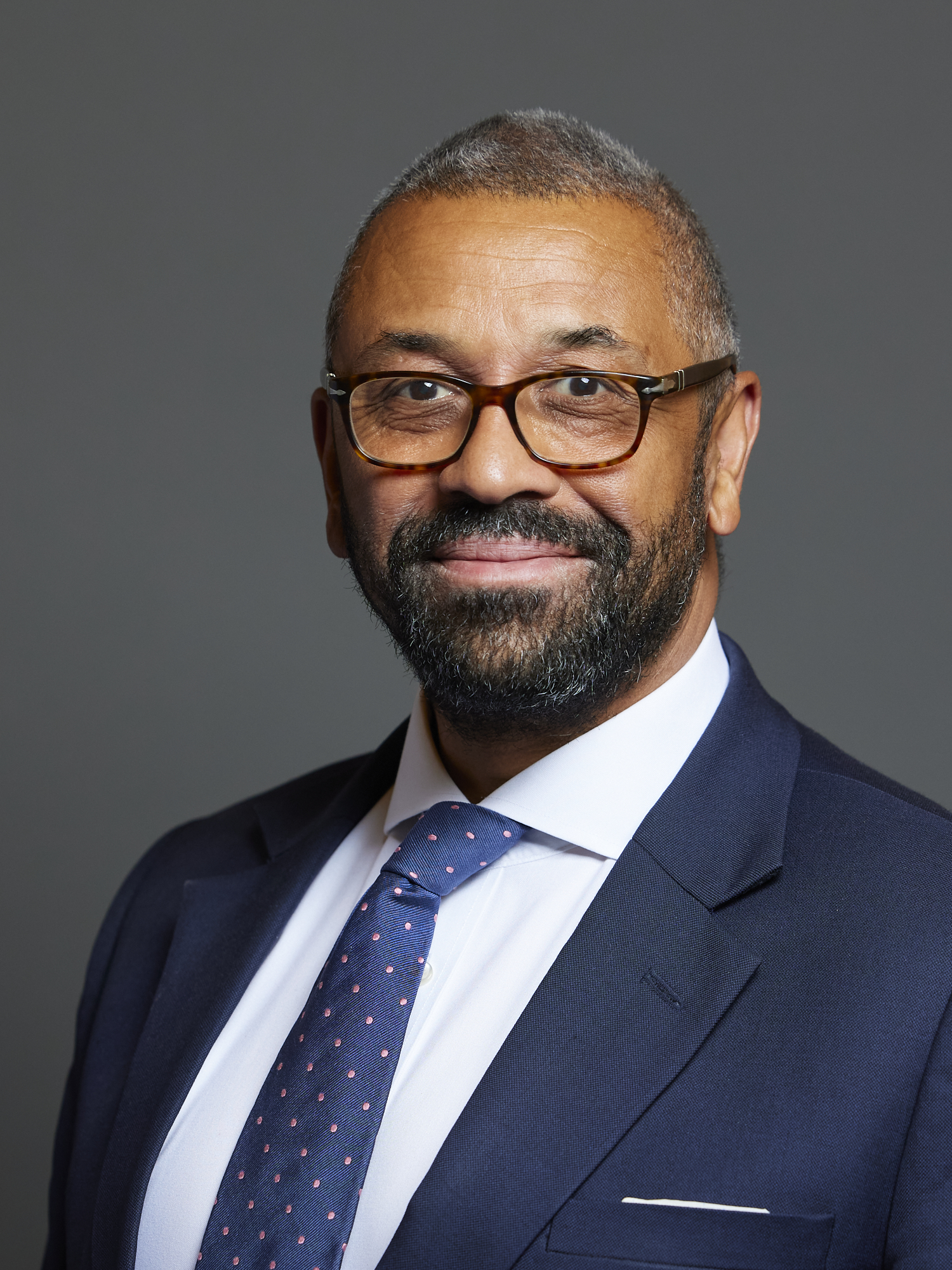
James Cleverly (2015-en cours)